# Пуйков лешояд
Пуйковите лешояди (Cathartes aura), наричани също пуйкови грифове, са вид едри птици от семейство Американски лешояди (Cathartidae).
Разпространени са в цяла Америка на юг от най-южните части на Канада, като в най-северната част на ареала само летуват, а в останалите области живеят целогодишно. Достигат дължина на тялото 62 – 81 сантиметра, размах на крилете 160 – 183 сантиметра и маса 0,8 – 2,4 килограма. Хранят се почти изключително с мърша.
Размножителният период варира в зависимост от географската ширина. В южните части на Съединените щати той започва през март, достига своя връх през април-май и продължава до юни, а в по-северните географски ширини сезонът започва по-късно и продължава до август. Ритуалите на ухажване включват събиране на няколко индивида в кръг, при което те извършват подскачащи движения по периметъра на кръга с частично разперени крила. Във въздуха едната птица следва плътно другата, като при това маха с крила и се гмурка. 